# Пуу-Оо
19°23′11″ пн. ш. 155°06′18″ зх. д. / 19.386388888889° пн. ш. 155.105° зх. д.
Пуу-Го (гав. Puʻu ʻŌʻō, англ. Puu Oo) — вулканічний шлаковий конус і вулканічний кратер з озером лави в Східній частині вулкана Кілауеа на Острові Гаваї. Безперервно вивергається і димить з 3 січня 1983 року. Частково обвалився в 2011 і 2018 році. Через активність Пуу-Оо важливе прибережне шосе було закрито з 1987 року, позаяк воно було поховане під лавою товщиною до 35 метрів.

## Назва
Пагорб з шлаку спочатку називався вулканологами «Пуу О».
Пізніше, гавайські старійшини прибережного села Калапана запропонували назвати новий пагорб pu'u' Ō'ō, що означає пагорб зроблений палицею-копалкою.
Назва також часто перекладається як «Пагорб Оо», де «Оо» — гавайська назва вимерлого птиха Благородний мого.

## Історія вивержень

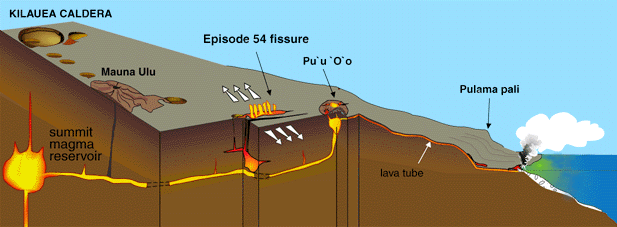
Будова вулкана Кілауеа, видно бічний кратер Пуу-Оо

Інтенсивне виверження Пуу Оо почалося в червні 1983 року. За наступних три роки 44 епізоди вивержень, з фонтанами лави, шлаку і попелу заввишки до 460 метрів, утворили вулканічний конус висотою 255 метрів.
У липні 1986 року активне виверження змістилося на 3 кілометри, в результаті чого був утворений новий конус — Купайанаха. На місці Пуу-Оо утворилося озеро лави, потоки лави продовжили стікати в океан по лавовим трубам.
У листопаді 1986 року лавові потоки пройшли у місті Капаау. Кілька тижнів потому, лавовий потік змістився на схід і за один день накрив 14 будинків в місті Калапана.
У 1990 році, виверження вступило у свою найруйнівнішу стадію, коли потоки лави повернули на схід і повністю зруйнували села Калапана і Кайму, включаючи затоку і історичний пляж чорного піску «Калапана блек сенд біч». Понад 100 будинків були зруйновані за дев'ять місяців.
У 1997 році відбулося тріщинне виверження кратера Напау (Nāpau), на невеликій відстані на південно-захід від Пуу Оо. Увечері 29 січня 1997 року після землетрусів західна стіна конуса Пуу-Оо зруйнувалася і він почав розпадатися.
До січня 2005 року, 2.7 куб. км. магми охопив площу понад 117 кв. км. і додало суші на південно-східному узбережжі острова Гаваї. Поки виверження знищило 189 будівель і 14 кілометрів автомобільних доріг, а також церкву, магазин, пляжний центр, і безліч стародавніх Гавайських руїн.
В кінці липні та листопаді 2008 року були відзначені додаткові рясні потоки лави з Пуу-Оо.
5 березня 2011 року, половина шлакового пагорба Пуу-Оо обвалилася через падіння рівня лавового озера, почалося утворення кальдери.
27 червня 2014 року нові виходи лави були відкриті на північно-східному краю конуса Пуу-Оо. За три місяці потік лави просунувся на 8,2 км у східному напрямку і зупинився на околицях міста Пахоа.
30 квітня 2018 року стіни Пуу-Оо знову обвалилися від землетрусу. У травні з утворених нижче Пуу-Оо тріщин вийшла лава, яка повільно рушила по південному схилу в бік океану. Жителям в районі нижнього Пуна було запропоновано евакуюватися.

## Галерея

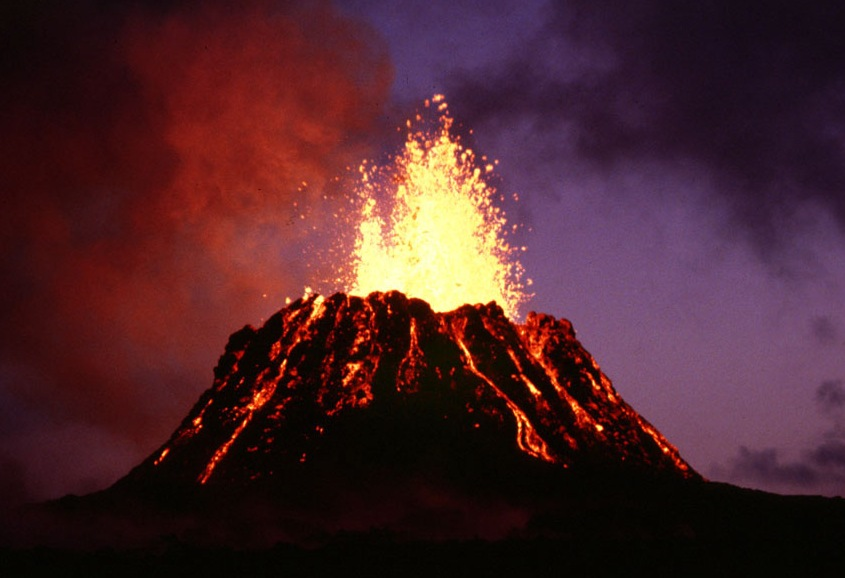
Конус кратера, початок 1983 року
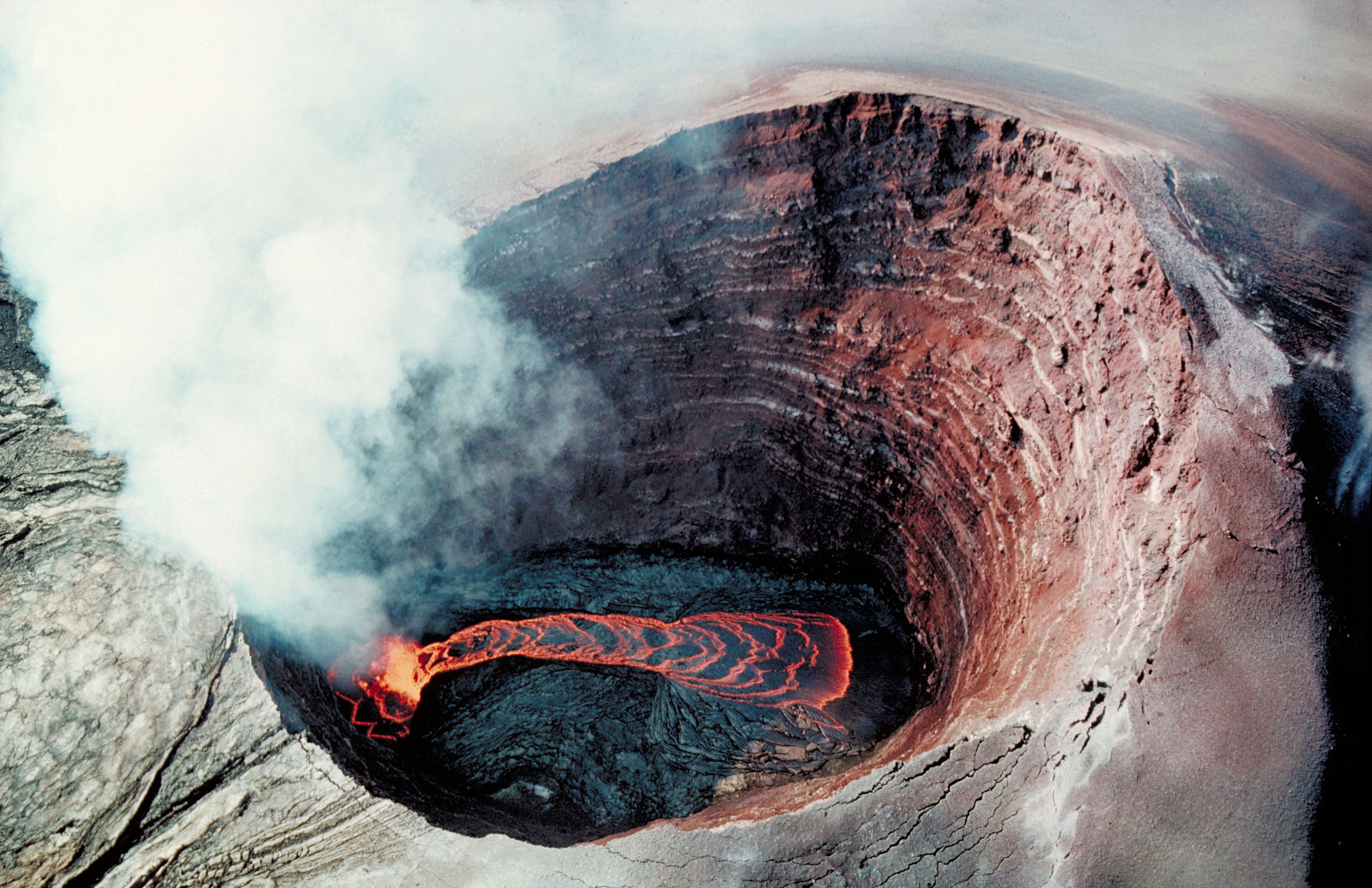
Лавове озеро в центрі Пуу-Оо 30 серпня 1990
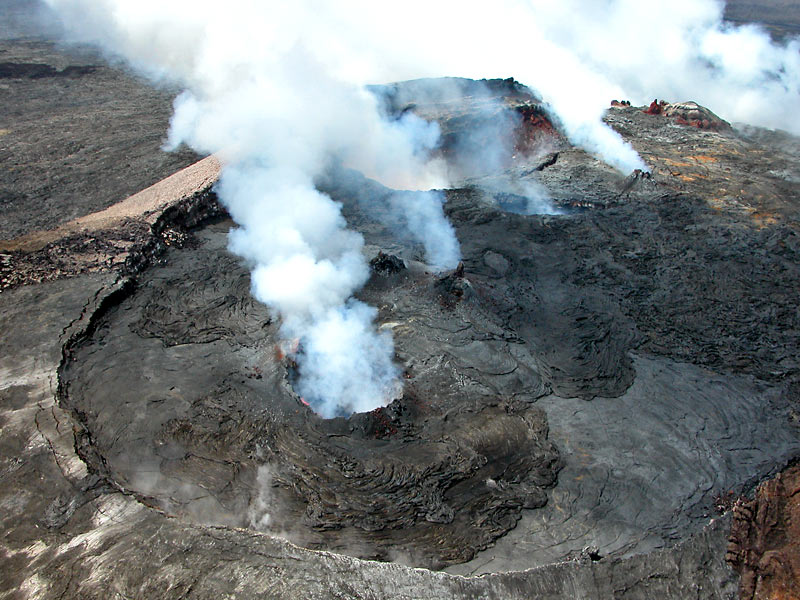
Паруючий кратер, квітень 2006
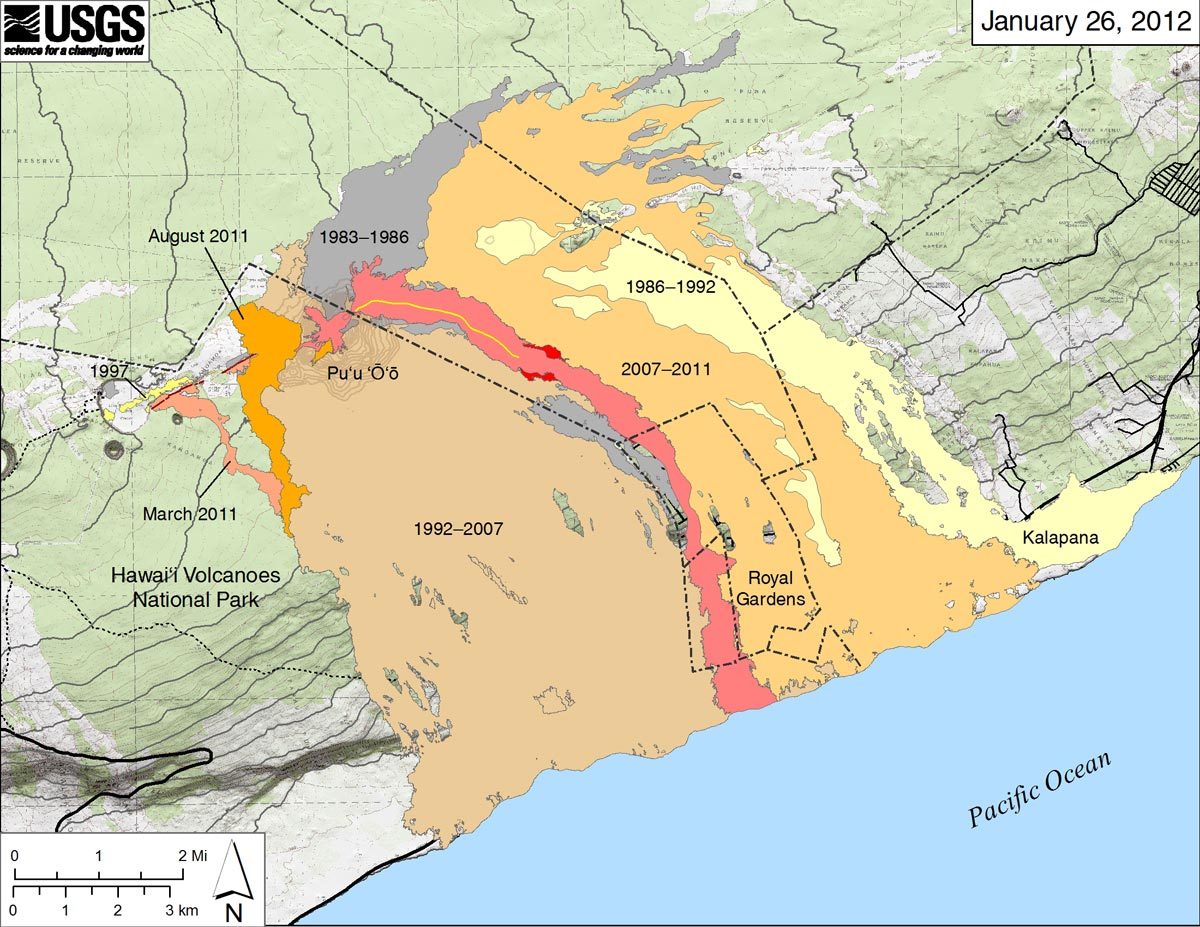
Потоки лави з Пуу-Оо, 1983-2012 рр.
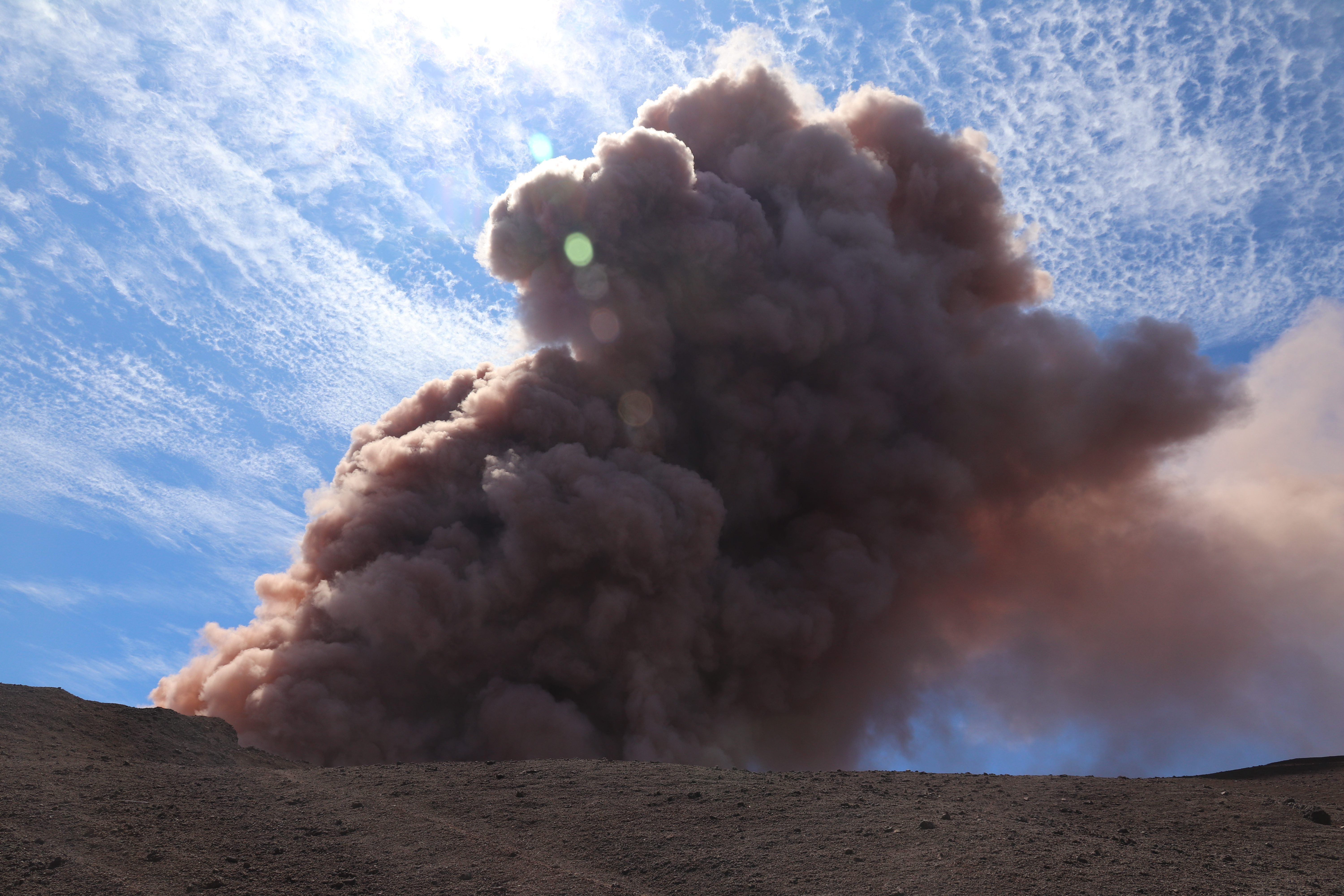
Зліт попелу від обвалу країв кратера, 3 травня 2018